# Sint-Lambertuskerk (Orthen)
De Sint-Lambertuskerk was een parochiekerk in de Noord-Brabantse plaats Orthen. Het gebouw was gelegen aan de Oude Rijksweg.

## Geschiedenis
In 1886 brandden de eerdere kerk, de pastorie en enkele woningen uit. De brand was vermoedelijk ontstaan door vonkoverslag van een locomotief. De afgebrande kerk was gebouwd in 1665, nadat een nog eerdere schuurkerk uit 1610 was verlaten en gesloopt.
In 1887 werd een nieuwe kerk gebouwd, de Sint-Lambertuskerk, naar ontwerp van Hugo Dobbe. Het betrof een neoromaans bakstenen kerkgebouw met een half ingebouwde zware toren. Hoewel pogingen werden ondernomen om de kerk aan San Salvator te wijden, conform de oorspronkelijk 13e-eeuwse kerk, is dat destijds niet gelukt.
In de nabijheid van Orthen werden in de jaren '50 van de 20e eeuw tal van woonwijken gebouwd. De Sint-Lambertuskerk lag echter excentrisch ten aanzien van deze wijken. Daarom werd in 1955-1956 een nieuwe San Salvatorkerk gebouwd aan de Schaarhuisstraat. De Sint-Lambertuskerk werd daarop, in 1961, gesloopt.